# إيرين وان
إيرين وان (بالصينية: 溫碧霞) هي ممثلة صينية، ولدت في 31 يناير 1967 بهونغ كونغ في الصين.

## وصلات خارجية
- إيرين وان على موقع IMDb (الإنجليزية)
- إيرين وان على موقع ميوزك برينز (الإنجليزية)
- إيرين وان على موقع قاعدة بيانات الفيلم (الإنجليزية)